# DOLPP1
DOLPP1 (англ. Dolichyldiphosphatase 1) – білок, який кодується однойменним геном, розташованим у людей на 9-й хромосомі. Довжина поліпептидного ланцюга білка становить 238 амінокислот, а молекулярна маса — 27 031.
| 10         |  | 20         |  | 30         |  | 40         |  | 50         |
| ---------- |  | ---------- |  | ---------- |  | ---------- |  | ---------- |
| MAADGQCSLP |  | ASWRPVTLTH |  | VEYPAGDLSG |  | HLLAYLSLSP |  | VFVIVGFVTL |
| IIFKRELHTI |  | SFLGGLALNE |  | GVNWLIKNVI |  | QEPRPCGGPH |  | TAVGTKYGMP |
| SSHSQFMWFF |  | SVYSFLFLYL |  | RMHQTNNARF |  | LDLLWRHVLS |  | LGLLAVAFLV |
| SYSRVYLLYH |  | TWSQVLYGGI |  | AGGLMAIAWF |  | IFTQEVLTPL |  | FPRIAAWPVS |
| EFFLIRDTSL |  | IPNVLWFEYT |  | VTRAEARNRQ |  | RKLGTKLQ   |  |            |

A: Аланін

C: Цистеїн

D: Аспарагінова кислота

E: Глутамінова кислота

F: Фенілаланін

G: Гліцин

H: Гістидин

I: Ізолейцин

K: Лізин

L: Лейцин

M: Метіонін

N: Аспарагін

P: Пролін

Q: Глутамін

R: Аргінін

S: Серин

T: Треонін

V: Валін

W: Триптофан

Кодований геном білок за функцією належить до гідролаз. 
Задіяний у такому біологічному процесі, як альтернативний сплайсинг. 
Локалізований у мембрані, ендоплазматичному ретикулумі.